# غاريث هولغيت
غاريث هولغيت (بالإنجليزية: Gareth Holgate)‏ هو لاعب اتحاد الرغبي بريطاني وفلبيني، ولد في 3 ديسمبر 1987 في سانت أساف ‏ في المملكة المتحدة.